# 紀元前705年
紀元前705年（きげんぜん705ねん）は、西暦（ローマ暦）による年。紀元前1世紀の共和政ローマ末期以降の古代ローマにおいては、ローマ建国紀元49年として知られていた。紀年法として西暦（キリスト紀元）がヨーロッパで広く普及した中世時代初期以降、この年は紀元前705年と表記されるのが一般的となった。

## 他の紀年法
- 干支 : 丙子
- 中国
  - 周 - 桓王15年
  - 魯 - 桓公7年
  - 斉 - 釐公26年
  - 晋 - 晋侯緡2年
  - 秦 - 寧公11年
  - 楚 - 武王36年
  - 宋 - 荘公6年
  - 衛 - 宣公14年
  - 陳 - 利公2年
  - 蔡 - 桓侯10年
  - 曹 - 桓公52年
  - 鄭 - 荘公39年
  - 燕 - 宣侯6年
- 朝鮮
  - 檀紀1629年
- ユダヤ暦 : 3056年 - 3057年

## できごと

### 中国
- 盟と向は鄭に和議を求めていながら、鄭に叛いた。鄭・斉・衛の連合軍が盟と向を攻撃した。周の桓王は盟と向の民を郟に移させた。
- 曲沃の武公は晋の小子侯を誘い出して殺害した。

### オリエント
- アッシリア王サルゴン2世が戦死。
  - 後継のセンナケリブはドゥル・シャルキンからニネヴェへ遷都。

## 死去
- サルゴン2世、新アッシリア帝国の王
- 晋の小子侯